# Polskie Radio Dzieciom
Polskie Radio Dzieciom – stacja tematyczna Polskiego Radia, której emisja rozpoczęła się 1 kwietnia 2015. Przeznaczona jest dla dzieci i ich rodziców, a także w paśmie nocnym osób zainteresowanych jazzem.

## Program
Między godziną 6 a 21 oferta programowa obejmuje słuchowiska, bajki, koncerty muzyczne, ciekawostki naukowe, lekcje języków obcych i inne materiały dla dzieci w wieku przedszkolnym i wczesnoszkolnym, w tym także powtórki odpowiednich dla dzieci audycji i materiałów przygotowanych dla innych anten PR, z którymi rozgłośnia dzieli część dziennikarzy i współpracowników. Od godziny 21 na antenie pojawiają się audycje oraz magazyny poradnikowe przeznaczone dla rodziców, zaś w nocy (po 23) słychać muzykę jazzową - w tym audycje autorskie (kończące się zazwyczaj o 1 w nocy). Program całkowicie pozbawiony jest reklam, zawiera jednak autopromocję innych audycji Polskiego Radia.
PRD można słuchać w określonych rejonach kraju za pośrednictwem naziemnej radiofonii cyfrowej DAB+ oraz system HbbTV, zaś na całym świecie przez Internet oraz aplikacje mobilne.